# Lars Vågberg
Lars Magnus Vågberg (Sollefteå, 30 giugno 1967) è un giocatore di curling norvegese.

## Biografia
Partecipò all'età di 34 anni ai XIX Giochi olimpici invernali edizione disputata a Salt Lake City (Stati Uniti d'America) nel 2002, riuscendo ad ottenere la medaglia d'oro nella squadra norvegese con i connazionali Pål Trulsen, Flemming Davanger, Bent Ånund Ramsfjell e Torger Nergård.
Nell'edizione la nazionale canadese ottenne la medaglia d'argento, la svizzera quella di bronzo.